# Héctor Iván Palacio Montoya
Héctor Iván Palacio Montoya (Envigado, Antioquia, 12 de maig de 1969) fou un ciclista colombià, professional des del 1994 fins al 2000. Del seu palmarès destaca la Volta a Colòmbia de 2000.

## Palmarès
- 1989
  - Vencedor d'una etapa de la Volta a Colòmbia sub-23
- 1994
  - Vencedor d'una etapa de la Volta a Colòmbia
- 1995
  - Vencedor d'una etapa de la Volta a Colòmbia
  - 1r al GP Pony Malta
- 1996
  - Vencedor de 2 etapes de la Volta a Colòmbia
- 1997
  - Vencedor d'una etapa de la Volta a Colòmbia i 1r a la Classificació per punts
  - Vencedor d'una etapa del Clásico RCN
  - 1r a la Classificació de la muntanya de la Volta a Catalunya
  - 1r a la Volta a la Vall del Cauca
- 1998
  - Vencedor d'una etapa de la Volta a Colòmbia
- 1999
  - Vencedor d'una etapa de la Volta a Colòmbia
- 2000
  - 1r a la Volta a Colòmbia i vencedor d'una etapa
  - Vencedor d'una etapa del Clásico RCN

### Resultats a la Volta a Espanya
- 1997. Abandona